# Comunele Italiei (U)
Această pagină conține lista comunelor din Italia a căror nume începe cu litera U. 
Pentru fiecare comună este indicată provincia și regiunea de care aparține.
| Comună               | Provincie             | Regiune               |
| -------------------- | --------------------- | --------------------- |
| Ubiale Clanezzo 7509 | Bergamo               | Lombardia             |
| Uboldo 7510          | Varese                | Lombardia             |
| Ucria                | Messina               | Sicilia               |
| Udine                | Udine                 | Friuli-Veneția Giulia |
| Ugento               | Lecce                 | Puglia                |
| Uggiano la Chiesa    | Lecce                 | Puglia                |
| Uggiate-Trevano      | Como                  | Lombardia             |
| Ula Tirso            | Oristano              | Sardinia              |
| Ulassai              | Nuoro                 | Sardinia              |
| Ultimo               | Bolzano               | Trentino-Alto Adige   |
| Umbertide            | Perugia               | Umbria                |
| Umbriatico 7520      | Crotone               | Calabria              |
| Urago d'Oglio        | Brescia               | Lombardia             |
| Uras                 | Oristano              | Sardinia              |
| Urbana               | Padova                | Veneto                |
| Urbania              | Pesaro e Urbino       | Marche                |
| Urbe                 | Savona                | Liguria               |
| Urbino               | Pesaro e Urbino       | Marche                |
| Urbisaglia           | Macerata              | Marche                |
| Urgnano              | Bergamo               | Lombardia             |
| Uri                  | Sassari               | Sardinia              |
| Ururi 7530           | Campobasso            | Molise                |
| Urzulei              | Nuoro                 | Sardinia              |
| Uscio                | Genova                | Liguria               |
| Usellus              | Oristano              | Sardinia              |
| Usini                | Sassari               | Sardinia              |
| Usmate Velate        | Monza e della Brianza | Lombardia             |
| Ussana               | Cagliari              | Sardinia              |
| Ussaramanna          | Medio Campidano       | Sardinia              |
| Ussassai             | Nuoro                 | Sardinia              |
| Usseaux              | Torino                | Piemont               |
| Usseglio 7540        | Torino                | Piemont               |
| Ussita               | Macerata              | Marche                |
| Ustica               | Palermo               | Sicilia               |
| Uta                  | Cagliari              | Sardinia              |
| Uzzano 7544          | Pistoia               | Toscana               |